# Monts Caucase
Montes Caucasus
Pour les articles homonymes, voir Caucase (homonymie).

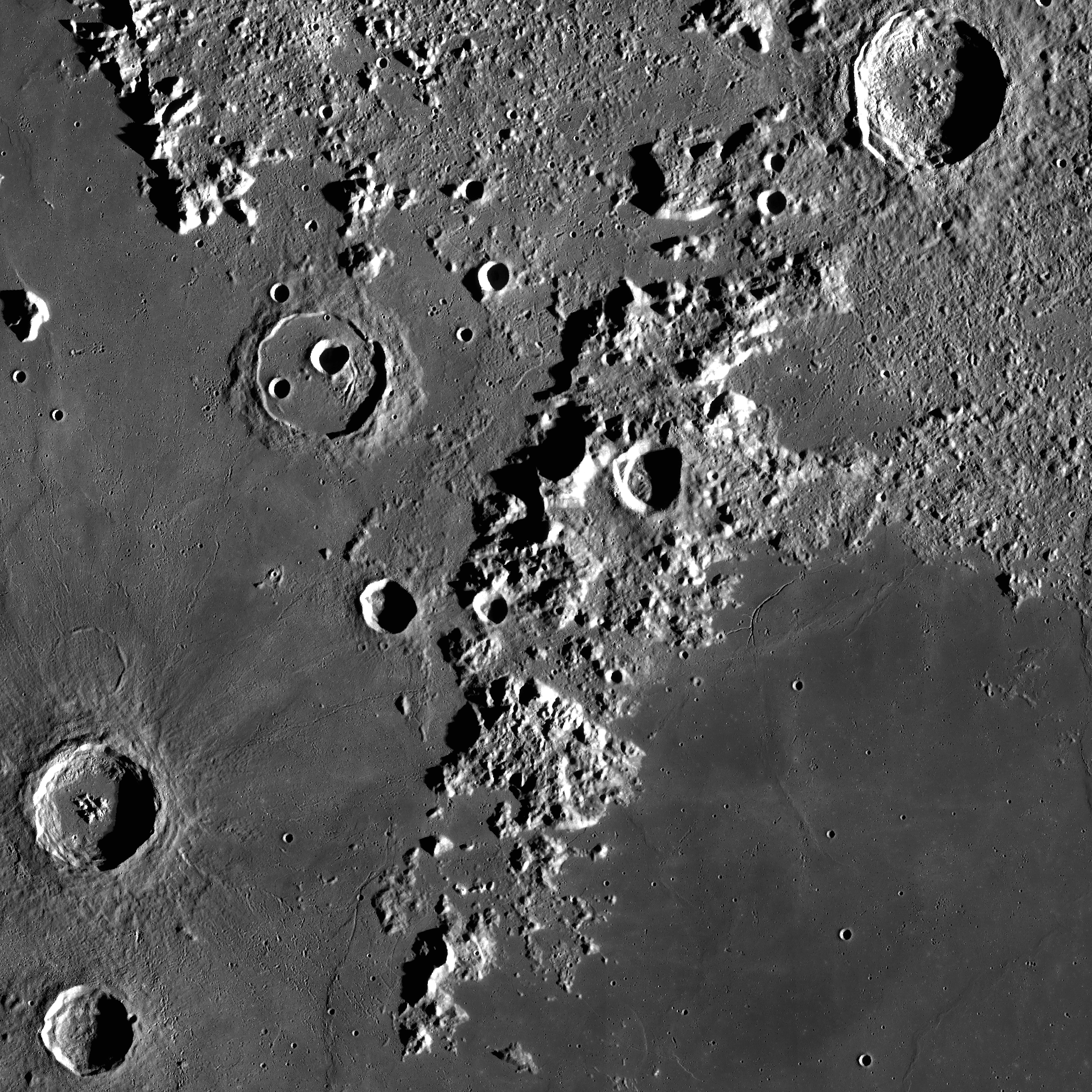
Monts Caucase

Les monts Caucase, en latin Montes Caucasus, sont une chaîne de montagnes lunaires située par 39 degrés de latitude nord et 9 degrés de longitude est. Elle est située entre la mer des Pluies et la mer de la Sérénité. Elle s'étire sur environ 520 kilomètres et fait partie du même ensemble que la chaine des monts Apennins dont elle n'est séparée que de 50 kilomètres. Sa hauteur dépasse de 6 000 mètres les deux mers lunaires environnantes.